# Every Single Day (canción de Felix Sandman)
"Every Single Day" es una canción interpretada por el cantante sueco Felix Sandman. También es su primer sencillo como solista. La canción compitió en Melodifestivalen 2018, donde llegó a la ronda de Segunda oportunidad y luego a la final después de ganar el duelo contra Mimi Werner. Alcanzó el número uno en la lista de sencillos suecos.

## Lista de canciones
| Digital download |                    |          |  |
| N.º              | Título             | Duración |  |
| 1.               | «Every Single Day» | 3:04     |  |

| Descarga Digital (Versión orquesta) |                                       |          |  |
| N.º                                 | Título                                | Duración |  |
| 1.                                  | «Every Single Day» (Versión orquesta) | 3:07     |  |

## Gráficos

### Tablas semanales
| Gráfico (2018)             | Posición |
| -------------------------- | -------- |
| Suecia (Sverigetopplistan) | 1        |

### Gráficos de fin de año
| Gráfico (2018)             | Posición |
| -------------------------- | -------- |
| Suecia (Sverigetopplistan) | 28       |